# Сергиевский сельсовет (Токарёвский район)
Сергиевский сельсовет — сельское поселение в Токарёвском районе Тамбовской области Российской Федерации.
Административный центр — село Сергиевка.

## История
Статус и границы сельского поселения установлены Законом Тамбовской области от 17 сентября 2004 года № 232-З «Об установлении границ и определении места нахождения представительных органов муниципальных образований в Тамбовской области».

## Население
| 2010 | 2012 | 2013 | 2014 | 2015 | 2016 | 2017 |
| ---- | ---- | ---- | ---- | ---- | ---- | ---- |
| 855  | ↘810 | ↘793 | ↘754 | ↘734 | ↘711 | ↘681 |
| 2018 | 2019 | 2020 | 2021 |      |      |      |
| ↘656 | ↘640 | ↘611 | ↗663 |      |      |      |

## Состав сельского поселения
| № | Населённый пункт | Тип населённого пункта       | Население |
| - | ---------------- | ---------------------------- | --------- |
| 1 | Кулешовка        | деревня                      | ↘128      |
| 2 | Сергиевка        | село, административный центр | ↘727      |